# Geokichla
Geokichla es un género de aves paseriformes perteneciente a la familia Turdidae. Los miembros del género son zorzales que pueblan Asia y África. Tradicionalmente sus miembros se clasificaban en el género Zoothera, pero los estudios genéticos indicaron que debían separarse en otro género.

## Especies
- Geokichla schistacea — zorzal pizarroso;
- Geokichla wardii — zorzal de Ward;
- Geokichla cinerea — zorzal cenizo;
- Geokichla peronii — zorzal de Timor;
- Geokichla citrina — zorzal citrino;
- Geokichla spiloptera — zorzal alimoteado;
- Geokichla sibirica — zorzal siberiano;
- Geokichla piaggiae — zorzal abisinio;
  - Geokichla (piaggiae) tanganjicae — zorzal kivu;
- Geokichla crossleyi — zorzal de Crossley;
- Geokichla gurneyi — zorzal de Gurney;
- Geokichla cameronensis — zorzal camerunés;
- Geokichla princei — zorzal de Ghana;
- Geokichla guttata — zorzal moteado;
- Geokichla oberlaenderi — zorzal de Oberlaender;
- Geokichla dumasi — zorzal de Buru;
- Geokichla joiceyi — zorzal de Seram;
- Geokichla interpres — zorzal coronicastaño;
- Geokichla leucolaema — zorzal de Enggano;
- Geokichla erythronota — zorzal dorsirrojo;
- Geokichla mendeni — zorzal de Peleng;
- Geokichla dohertyi — zorzal de Doherty.